# ТЕЦ Мажуба
ТЕЦ Мажуба е ТЕЦ с въглища в Мпумаланга, Република Южна Африка, управлявана от Еском. Тази електроцентрала е единствената, притежавана от Еском, която не е прикачена към мина за въглища и получава доставки от различни източници.
Построяването започва през септември 1983, а първия блок е пуснат в експлоатация през април 1996 г. Последният е построен до април 2001 г.
Мажуба има три 665 MW и три 716 MW блока, с общ капацитет 4110 MW. 